# 983 هـ
983 هـ هي سنة في التقويم الهجري امتدت مقابلةً في التقويم الميلادي بين سنتي 1575 و1576.

## وفيات
- أبو زيد الأخضري
- أحمد بن عبد الله البوسنوي